# Mavrokklísi
Mavrokklísi (grec moderne : Μαυροκκλήσι) est une localité située dans le dème de Souflí, dans le district régional d'Évros, dans la périphérie de Macédoine-Orientale-et-Thrace, en Grèce.
La localité appartient au district municipal d'Orféas. Selon le recensement de 2021, elle compte 63 habitants.